# Cầu Nguyễn Tri Phương (Đà Nẵng)

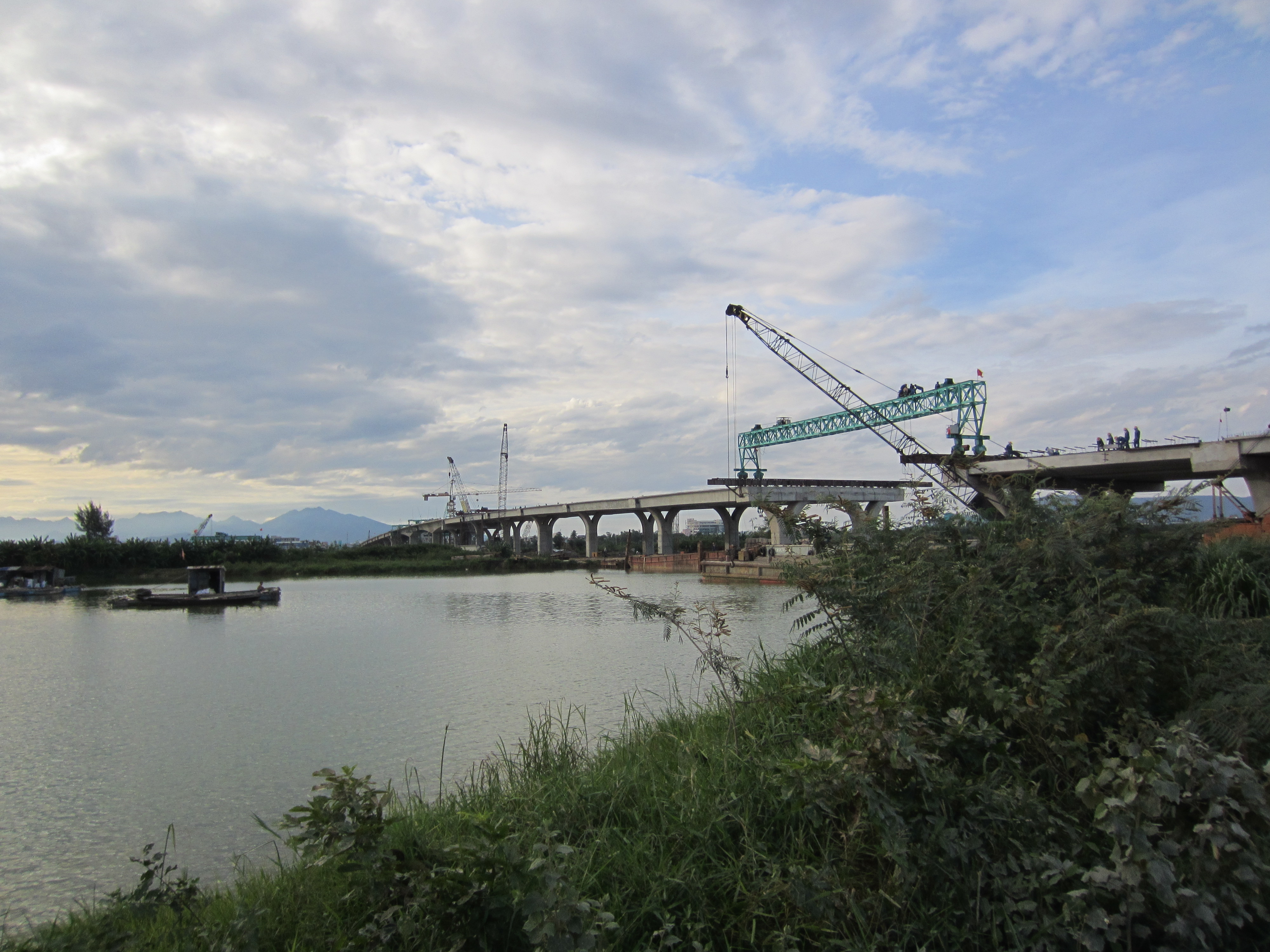
Cầu Nguyễn Tri Phương

Cầu Nguyễn Tri Phương bắc qua sông Cẩm Lệ, kết nối khu vực trung tâm với khu vực Đông Nam Thành phố Đà Nẵng. Đây là cây cầu nối liên giữa đường Nguyễn Hữu Thọ thuộc phường Khuê Trung, quận Cẩm Lệ với phường Hòa Hải, Hòa Quý thuộc quận Ngũ Hành Sơn.
Với tổng mức đầu tư 1.062 tỷ đồng, Cầu được xây dựng với quy mô vĩnh cửu với chiều dài 801,8 mét gồm 20 nhịp, chiều rộng 26,3 mét, chia làm 6 làn, dãy phân cách ở giữa 1,3 mét dài 1280 mét. Được xây dựng là cầu đúc hẫng cân bằng gồm 2 mố 19 trụ, trong đó có 4 nhịp dầm bản 24m, 13 nhịp dầm SuperT 40 mét, 3 nhịp đúc hẫng cân bằng ở giữa sông (trụ P8, P9, P10, P11).
Khởi công vào ngày 14 tháng 5 năm 2011, do Cienco 4 làm đơn vị thi công. Dự kiến cầu sẽ được khánh thành vào ngày 29 tháng 3 năm 2013, nhân kỷ niệm 38 năm giải phóng Thành phố Đà Nẵng.